# Pepónio

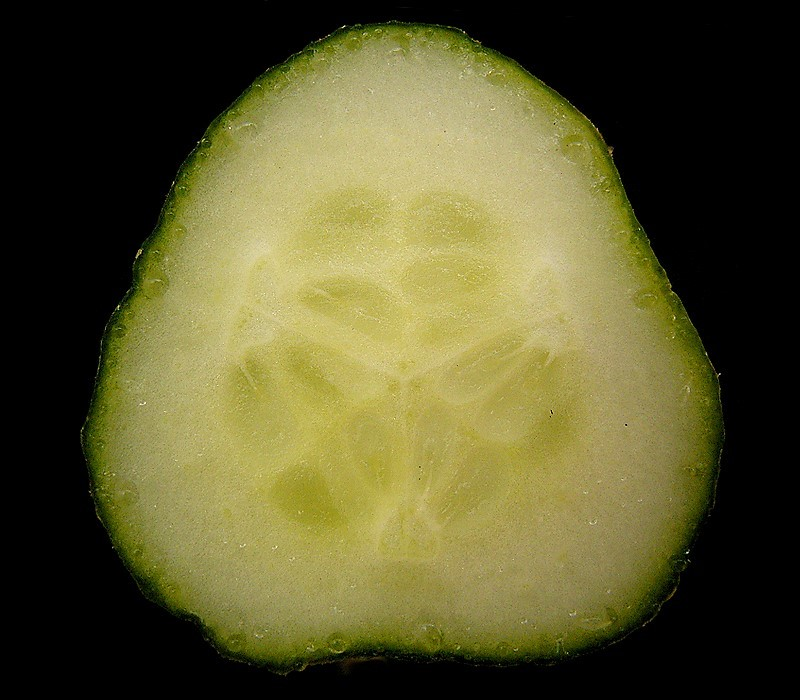
Secção transversal de um pepónio (de uma Cucurbitaceae).

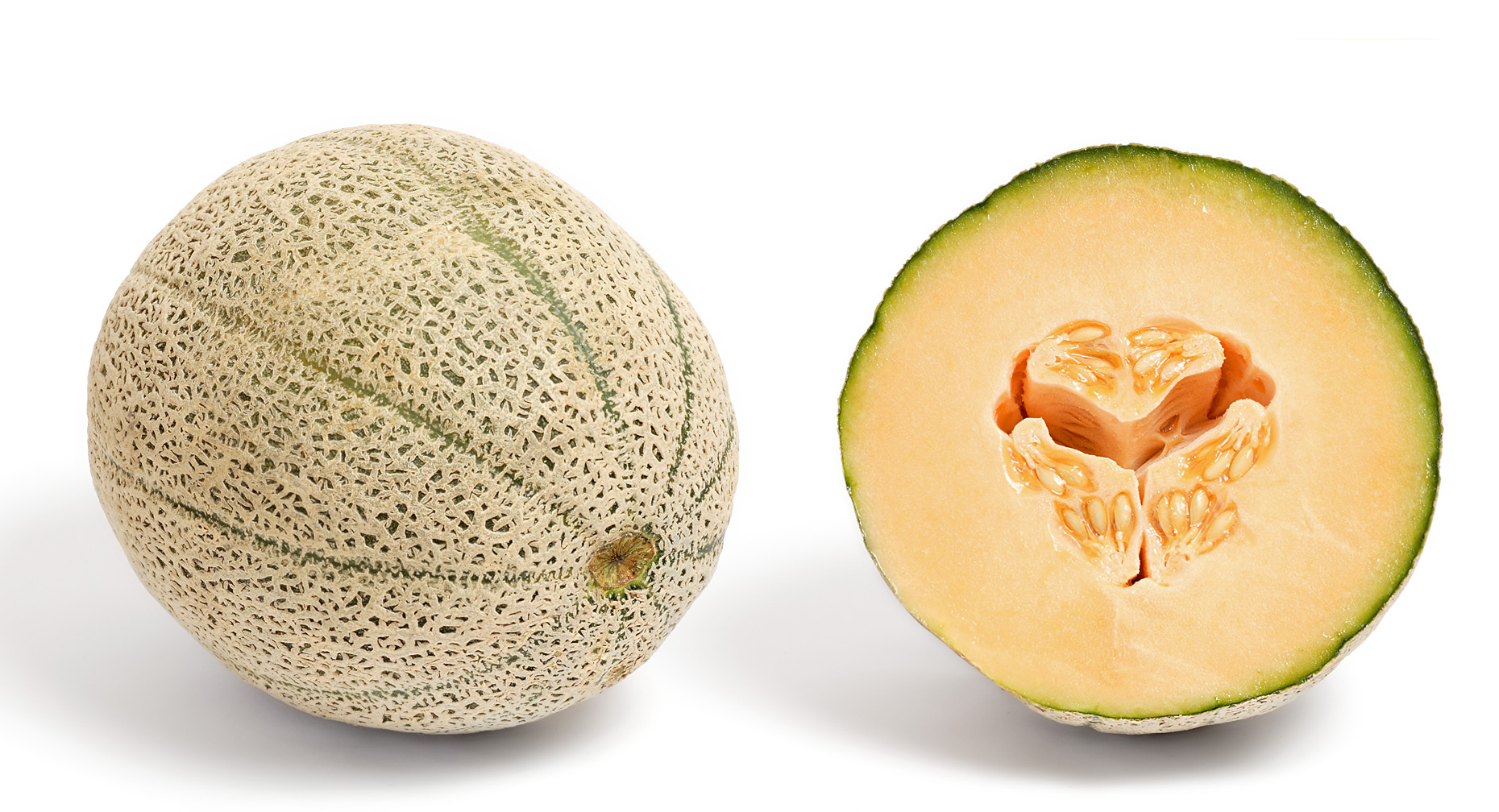
Melão (Cucumis melo do grupo Cantaloupe) em corte transversal mostrando a placentação de um pepónio.

Pepónio (também grafado pepônio) ou pepónide, é a designação utilizada em morfologia vegetal para os frutos carnosos que contêm um ou muitos septos polispermos, como a abóbora.